# Peter Cameron (mathématicien)
Pour les articles homonymes, voir Peter Cameron (homonymie) et Cameron.
Peter Jephson Cameron (né le 23 janvier 1947) est un mathématicien australien qui a travaillé en théorie des groupes, en combinatoire, sur la théorie des codes, et la théorie des modèles. Il est actuellement professeur de mathématiques à Queen Mary University of London.
Cameron reçoit un B.Sc. à l'université du Queensland et un D.Phil. en 1971 à l'université d'Oxford, sous la direction de Peter Neumann.

## Œuvre
Cameron s'est spécialisé en algèbre et en combinatoire ; il a écrit des livres sur la combinatoire, l'algèbre, les groupes de permutations, et la logique, et produit plus de 250 articles. Il a un nombre d'Erdős de 1. Son nom est attaché à la conjecture de Cameron-Erdős.

## Distinctions
- 1979 : Prix Whitehead
- 2003 : Médaille Euler
- 2008 : Conférence Forder
- 2017 : Prix Whitehead Senior